# Зиков Іван Семенович
Іван Семенович Зиков (25 березня 1903, село Алфьоровська-1, тепер Тарногського району Вологодської області, Російська Федерація — ?) — молдавський радянський державний і комуністичний діяч, 2-й секретар ЦК КП(б) Молдавії. Депутат Верховної Ради Молдавської РСР. Член ЦК Комуністичної партії (більшовиків) Молдавії.

## Життєпис
З листопада 1925 року служив у Червоній армії. Член ВКП(б).
З 1941 по лютий 1942 року — у Червоній армії на політичній роботі, учасник німецько-радянської війни.
Працював інспектором ЦК ВКП(б).
У 1943—1945 роках — секретар Ульяновського обласного комітету ВКП(б) із кадрів.
13 листопада 1945 — 18 січня 1947 року — секретар ЦК КП(б) Молдавії із кадрів.
18 січня 1947 — 18 травня 1949 року — 2-й секретар ЦК КП(б) Молдавії.
На 1958—1959 роки — заступник голови виконавчого комітету Амурської обласної ради депутатів трудящих?.
Подальша доля невідома.

## Звання
- батальйонний комісар

## Нагороди
- медаль «За оборону Москви»
- медалі